# Џерзивил (Илиноис)
Џерзивил (енгл. Jerseyville) град је у америчкој савезној држави Илиноис. По попису становништва из 2010. у њему је живело 8.465 становника.

## Демографија
Према попису становништва из 2010. у граду је живело 8.465 становника, што је 481 (6,0%) становника више него 2000. године.
| Група             | 2000.         | 2010.         |
| Белци             | 7.866 (98,5%) | 8.183 (96,7%) |
| Афроамериканци    | 7 (0,1%)      | 20 (0,2%)     |
| Азијати           | 13 (0,2%)     | 41 (0,5%)     |
| Хиспаноамериканци | 43 (0,5%)     | 89 (1,1%)     |
| Укупно            | 7.984         | 8.465         |